# Galgóczy Gáspár
Galgóczy Gáspár (Budapest, 1988. november 24. –) magyar színész.

## Életpályája
Tizenkét évesen az Egyszer élünk című játékfilmben kapott főszerepet Básti Juli és Szarvas József oldalán, egy évig pedig színházban játszott. Családi kör egy epizódjában, Alföldi Róbert mellett a Vadkörték - A tihanyi kincsvadászatban, és 2004–2007 között a Barátok köztben Ricsit alakította. 2002 óta szinkronizál. 2006-ban feltűnt Lola egyik klipjében a Hallja meg a világ!-ban.

## Filmjei
- Egyszer élünk (2000) – Zoli
- Családi kör (1 epizód, 2000)
- Vadkörték - A tihanyi kincsvadászat (2003) – Dani
- Hóesés a Vízivárosban (2004) – Fiú #3
- Barátok közt (2004-2007) – Mátyás Richárd

## Sorozatbeli szinkronszerepek
- A Degrassi gimi: Marco Del Rossi - Adamo Ruggiero
- Szellemekkel suttogó: Ned Banks - Christoph Sanders  (2. hang)